# ورشوسازی
ورشوسازی (نیز: قلمزنی ورشو)، هنر و صنعت تولید اشیای فلزی با استفاده از آلیاژ ورشو است. حرفه ورشوسازی در دوره قاجار و پهلوی در برخی شهرهای ایران رواج داشته‌است و امروزه نیز کارگاه‌های تولید ورشو به صورت محدود در بروجرد فعال هستند.

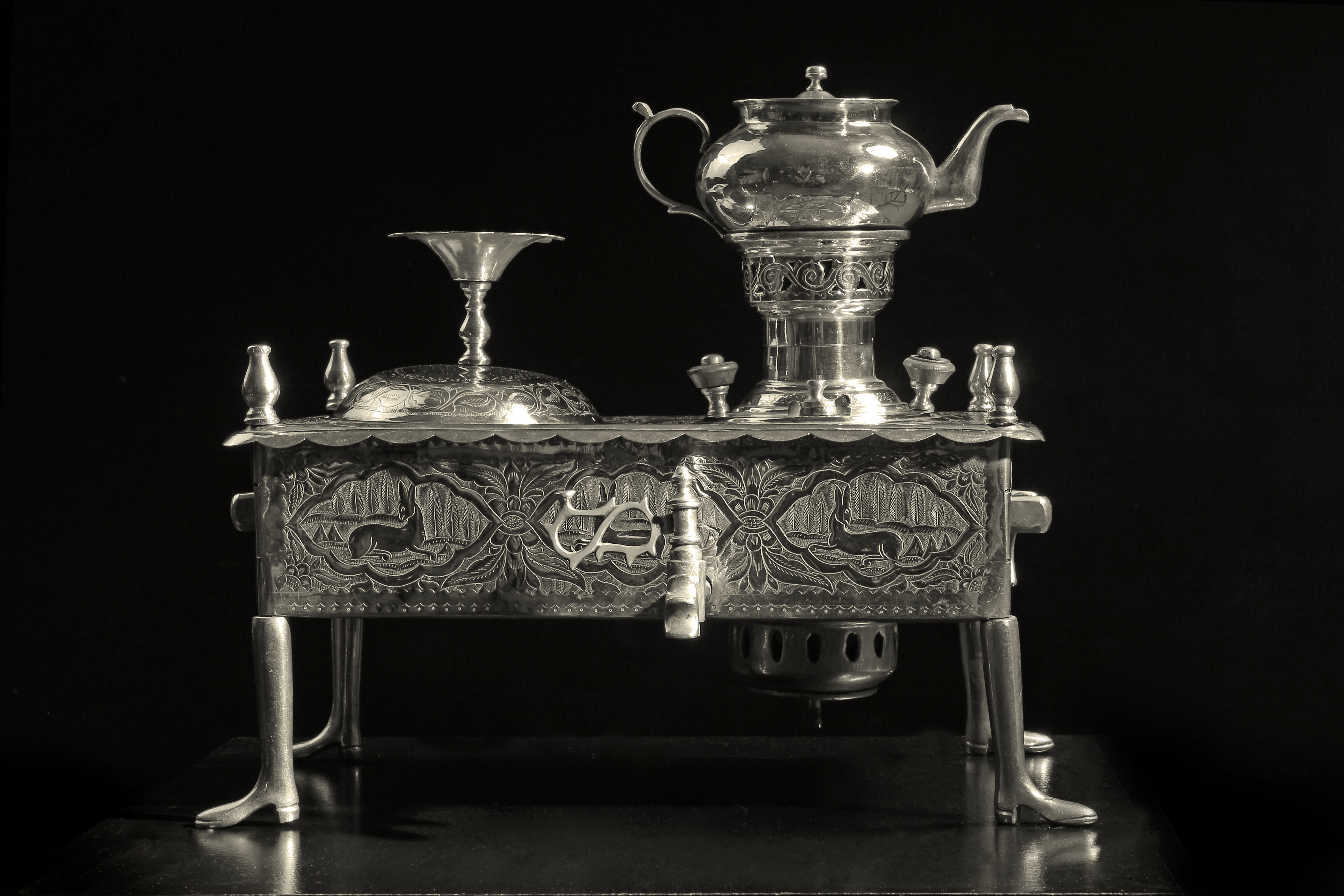
منقل و سماور ذغالی یک پارچه، اثر استاد رضا رئوفیان

ورشو یک آلیاژ فلز از فلز ورشو است .در واقع ورشو ترکیبی از 20 درصد نیکل ، 35 درصد روی و 45درصد مس است.

## جایگاه حرفه ای
ورشوسازی از صنایع دستی مرتبط با فلزات محسوب می‌شود و با هنر مسگری رابطه و شباهت دارد. بیشتر تفاوت این دو هنر، در جنس ماده اولیه به کار رفته در تولید ظروف است که در مسگری، از فلز مس و در ورشوکاری، از آلیاژ ورشو استفاده می‌شود. از سوی دیگر، این هنر با حرفه‌های دیگری چون سماورسازی و دواتگری نیز ارتباط دارد.

## محصولات
ورشو آلیاژی محکم و براق است. محصولات ورشو را می‌توان به دو دسته کاربردی و هنری تقسیم کرد. هنرمندان ورشوکار عمدتاً این دو دسته را با هم می‌آمیزند و اشیای تولید شده علاوه بر کاربردی بودن، دارای ویژگیهای هنری نیز هستند. محصول اصلی هنری ورشوکاری، قلمزنی بر روی ورشو است که منجر به تولید محصولاتی در قالب سینی یا تابلوی فلزی می‌شود. ورشو فلزی سخت است و حکاکی بر روی آن کار دشواری است. تولیدات کاربردی ورشوسازی، شامل ظروف گوناگون مانند قنددان، دوات، کاسه، قابلمه، آفتابه، گلاب پاش، چایدان و سماور می‌شود.

## ورشوسازی در ایران
قدمت ورشوسازی در ایران به دوره صفویه می‌رسد اما اوج این هنر مربوط به دوره قاجار تا دودمان پهلوی است. ورق فلز ورشو که با نام ژرمن سیلور هم شناخته می‌شود، از آلمان و به ویژه از لهستان وارد می‌شده‌است و به همین جهت، هنرمندان ایرانی، نام ورشو را به این فلز دادند و این حرفه، ورشوسازی نام گرفت که اشاره به شهر ورشو، پایتخت لهستان دارد. هنرمندانی از اصفهان، بروجرد و دزفول نخستین بار تولید صنایع ورشویی را با مشاهده سماور و سایر محصولات روسی فرا گرفتند. یکی دیگر از این هنرمندان  ورشوچی است که پدرش از ورشوسازان روسیه بوده وبه دلیل رونق ورشو درایران به اردبیل نقل مکان کرده وحتی نام ورشوچی را برگزیده .فرزند او به عنوان آخرین هنرمند ورشوساز اردبیل چندسال پیش درگذشت.صنعت ورشو سازی در اواخر دوران قاجار و اوایل دوران پهلوی در ایران به ویژه شهرهای دزفول و بروجرد به اوج خود رسید

## هنر ورشوسازی در بروجرد
شهر بروجرد به عنوان مرکز اصلی ورشوسازی و قلمزنی ورشو در ایران شناخته می‌شود و تنها شهری است که هنوز تعدادی کارگاه، موزه و هنرمندان فعال در این زمینه دارد. سابقه ورشوسازی در بروجرد به دوره قاجار می‌رسد که تا آن زمان، مسگری و قلمزنی روی برنج در این شهر رواج بیشتری داشته‌است. با ورود ورق‌های ورشو به ایران و مزایایی که این فلز نسبت به برنج داشت، تولید محصولات ورشوئی در بروجرد گسترش یافت و تعداد زیادی کارگاه ورشوسازی و قلمزنی ورشو در این شهر برپا شد. خانه تاریخی بیرجندی بروجرد به منظور احداث نخستین موزه ورشو اختصاص یافته‌است.

## هنرمندان سرشناس
استادکاران ورشوکار در گذشته، زیاد بوده‌اند ولی از بین متاخرین می‌توان به اینها اشاره کرد:

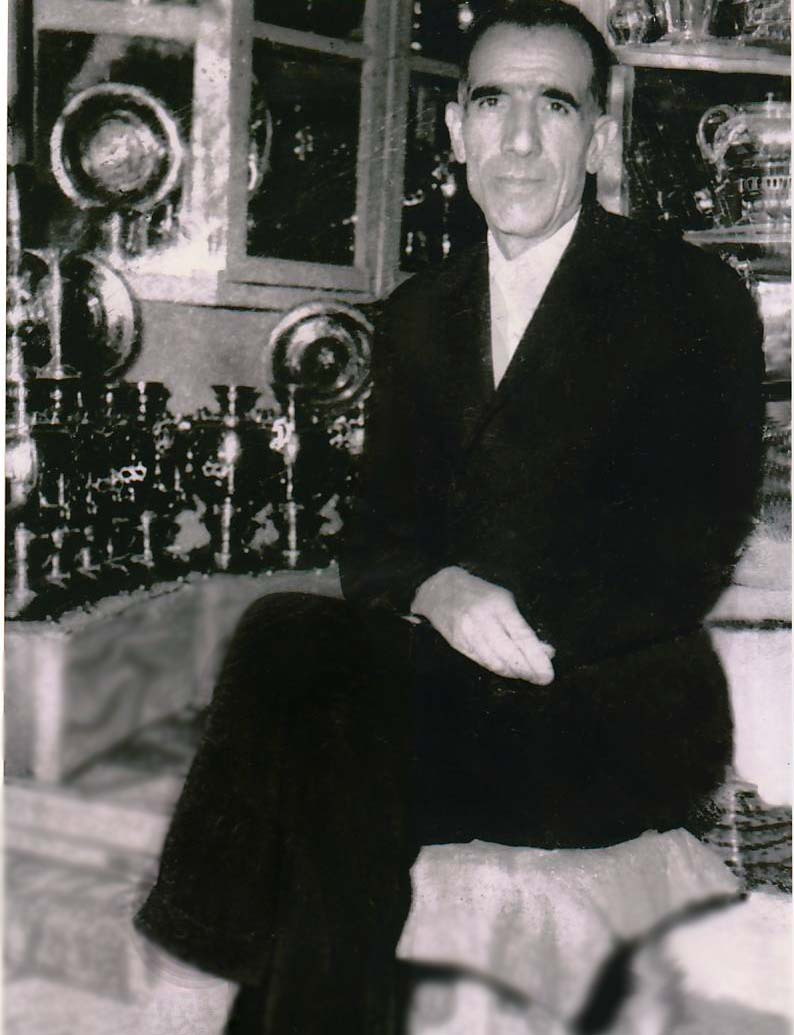
Reza Raoufian in his workshop

- استاد حاج علی میناگر
- استاد محمدعلی کرمی فر
- استاد رضا رئوفیانReza Raoufian in his workshop
- استاد محمد باد آور
- استاد حاج احمد علی معظمی گودرزی
- استاد منوچهر(صادق) فطرس
- استاد عزیزالله اورنگ
- استاد علیرضا شاددل
- استاد ماشاءالله فرخی
- استاد ورشوچی در اردبیل

## ثبت ملی و بین‌المللی
هنر قلمزنی روی ورشو بروجرد در سال توسط میراث فرهنگی، صنایع دستی و گردشگری به عنوان یک هنر اختصاصی ویژه بروجرد به ثبت ملی رسید. همچنین پرونده ثبت جهانی شهر بروجرد به عنوان مرکز ورشوسازی به یونسکو ارسال شده‌است.
در تیرماه سال ۱۳۹۱، «مهارت و فن روی ورشو» به شماره ۱۰۶۱ و در اسفند ۱۳۹۶، «قلمزنی روی ورشو در شهر بروجرد» به شماره ۱۵۶۰ در فهرست آثار ناملموس کشور به ثبت رسیده است.  پرونده ثبت بروجرد به عنوان شهر ملی ورشو در سال ۱۳۹۸ مطرح و به تصویب رسید.  

## مشکلات و چالش‌های ورشوسازی
از آنجا که ماده خام صنعت ورشوسازی، یعنی آلیاژ ورشو، یک فلز وارداتی است، کم شدن میزان واردات این فلز، یکی از مشکلات توسعه صنعت ورشوسازی محسوب می‌شود.